# Radesingel 9 (Groningen)
Het pand Radesingel 9 in de Nederlandse stad Groningen is een monumentaal herenhuis.

## Beschrijving
Het herenhuis is onderdeel van de 19e-eeuwse bebouwing aan de zuidzijde van de Radesingel. Het werd in 1898 gebouwd, in een eclectische stijl, naar een ontwerp van opzichter-bouwkundige W.P. Ros.
Het huis bestaat uit een souterrain met drie bouwlagen en bevat een benedenwoning en twee bovenwoningen. Het is opgetrokken in roodbruine baksteen op een diepe rehthoekige plattegrond. Het metselwerk is voorzien van een trasraam van bruine baksteen, afgesloten met een groengeglazuurde afzaat. In de kern van het gebouw is een open lichthof.
De asymmetrische voorgevel is twee raamtraveeën breed en heeft brede raampartijen op de hoeken. Er is gebruikgemaakt van verschillende venstervormen en gevarieerde boogtrommels ingevuld met baksteenvlechtwerk. Op de verdieping zijn de vensters omlijst door groengeglazuurde profielsteen op consoles in de vorm van gebeeldhouwde kopjes. Het pand heeft een afgeknot zadeldak gedekt met grijze kruispannen.
Een smalle mandelige gang aan de zuidzijde, die met een houten gangpoortje afgesloten is, behoort bij het pand op nummer 7.

### Waardering
Het pand wordt beschermd als gemeentelijk monument, onder meer vanwege "zijn architectuurhistorische waarden gelet op de esthetische kwaliteiten van het ontwerp, tot uiting komend in de rijk uitgevoerde en opvallend gedetailleerde architectuur van de voorgevel" en "vanwege zijn relatieve zeldzaamheid, zowel qua plattegrond als indeling met centraal gelegen lichthof in de kern van het gebouw, die voor zover bekend niet eerder in de stad Groningen is aangetroffen".